# 太瀚科技
太瀚科技（Waltop）是位於新竹科學園區內的台灣科技廠商，於2004年11月從天瀚科技分割出來而成的公司，2006年3月聯華電子所屬的宏誠創投（UMC Capital）入主太瀚，成為最大股東並掌握經營權。太瀚以智慧人機介面領域的電磁筆式觸控技術為起點，經由多年來自力研發並累積的：座標辨識技術（識別電磁筆的軟體技術）、筆跡輸入技術（輸入手寫資訊的硬體技術）、和整合性專用晶片設計技術等三大類核心技術，逐步開發出一系列適合自身技術特質和市場需求的產品和服務。
以2009及2010這兩年為例，太瀚科技主要之出貨產品目前仍集中於四大產品線：「電磁筆式輸入數位板（數位繪圖板）」、「電磁筆式電子白板」、「電磁筆式手寫液晶顯示器」、及「電磁筆式輸入模組」等四類。太瀚的產品以出口外銷到歐洲、美洲、亞洲等區域為其主要的市場。
數位繪圖板（也叫作數位板或手寫板）是家用及個人電腦週邊的一種，其功能上類似傳統滑鼠，可被當成供使用者在個人電腦上輸入座標、按鍵狀態的一種工具，不過數位板在電腦繪圖、輸入筆跡時，方便又有效率，其便利性遠勝於滑鼠及一般的電容式／電阻式觸控面板，其產品屬性雖歸屬於人性化介面的輸入裝置，但整體而言，數位板產業仍可說是電腦週邊產業下的一個獨特的附屬產業，同時，數位板產業的成長性仍與個人電腦產業的景氣密切相關。
隨著電腦週邊產業成長，特別是數位內容及文化創意產業的於這兩年來快速地發展，人性化介面中對筆跡、圖形輸入的需求越來越多，加上幾年下來的觸控市場風潮，新的作業系統（如Windows Vista及Windows 7）也都完全支援筆跡（Ink）輸入及筆勢（Gesture）控制操作，電磁筆式輸入的數位板已經能夠實現完全替代鍵盤和滑鼠的目的。

## 電磁筆式技術技術原理
太瀚科技所擁有的電磁筆式手寫輸入技術，在使用上主要是以一片數位繪圖板搭配一支專用的電磁筆來使用。
目前太瀚的電磁感應式的數位板，可以依它所搭配的電磁筆來將數位板技術簡單地分為二大類:有電池的電磁筆、沒有電池的電磁筆二種。
- 有電池的筆（Battery EM Pen）[2]：此類技術也稱為主動式（Active）技術。筆內部具有振盪電路，可持續發射電磁波，此種的電磁筆由於電磁筆內具有電池供電[3]，所以特性如下：
  - 不論筆是否在數位板附近，電磁筆都可以持續地發射特定頻率的電磁訊號，電磁筆所發射的電磁訊號強度也會保持一致。
  - 電磁筆所發射的電磁訊號較強。
  - 由於筆的內部有一顆電池，所以筆的外觀會較粗一點。

- 沒有電池的筆（Battery-free EM Pen）：此類技術也稱為被動式（Passive）技術。電磁筆的內部沒有電池，所以筆所需要的能量須從數位板「隔空供應」[4]。筆的內部具有一組線圈及電容的共振線路，此共振線路可以同時作為接收並儲存數位板傳送來的電磁能量[5]之用、以及發射電磁訊號回數位板之用。此種的電磁筆，具有的優點：由於筆內部無電池，所以重量輕。無電池的電磁筆，具有許多有趣的特性，如下所述：
  - 只要電磁筆不靠近數位板的天線，它就收不到電磁能量。
  - 當電磁筆離數位板越遠時，所能接收的電磁能量就越少，也因此它所發射回數位板的電磁訊號就較弱。
  - 電磁筆的外型可設計得比較細一點。

## 太瀚科技歷史發展
- 2004年，從天瀚科技分割出來開始，第一代15" 電磁式手寫輸入螢幕產品問市。
- 2005年，太瀚科技推出第一代17" 電磁式手寫輸入螢幕。
- 2006年，太瀚科技推出第一代超薄型數位繪圖板（Slim Tablet）。
- 2006年，聯華電子集團之宏誠創投公司擁有超過40%股權，成為太瀚科技的最大股東。
- 2007年，推出第一代多機連線配對2.4G無線數位繪圖板（Wireless Tablet）。
- 2009年，太瀚科技推出第一代77" 互動電子白板（Whiteboard）。
- 2009年，推出第一代可撓式軟性數位繪圖板（Q-Tablet）。
- 2009年，推出第一代無電池筆技術高階數位繪圖板系列（Sirius-Tablet）。
- 2010年，推出6" 電子書手寫觸控模組（E-Book Module）。
- 2012年，開發出應用在智慧型手機模組的5.5mm、7.2mm電磁式無電池筆。
- 2013年，發表世界上最細薄，筆徑僅4.5毫米的電磁筆。
- 2014年，「5.5mm無電池電磁筆模組」、「Evo超薄型數位繪圖板」、與「Vega專業無電池筆數位繪圖板」獲選 2014 台灣精品獎 。

## 電磁筆式技術在各產業中的需求
近年來，電磁筆式的數位板（數位繪圖板）的使用者已有大量增加的現象，然而使用者的使用環境及需求情境卻大不相同，因此，在電磁筆式數位板產品的發展上，也已呈現複雜多樣化的發展，以至於所開發出的產品不論在外形或功能上也差異性頗大：
- 趨勢之一：是專業美工人員使用的大尺寸繪圖板不但朝著多功能的規格演進，同時在性能上也越來越要求更高，因此太瀚開發了下列產品：
  1. Media Tablet Series
  2. Sirius Tablet Series
  3. Venus Tablet Series
- 趨勢之二，是配合數位資訊教育產業的需求，而有無線化、可攜式、可儲存等功能，因此太瀚開發了下列產品：
  1. Pen LCD Monitor Series
  2. Wireless Tablet Series
  3. Electronic Whiteboard Series
  4. Slim Tablet Series
  5. Q-Tablet Series
  6. F-Tablet Series
- 趨勢之三，是配合平板電腦風潮，對人機介面也更講究，因而有將電磁天線整合入液晶面板及電子紙等的需求，為此太瀚開發了下列電磁筆式模組產品：
  1. Tablet Module Series
  2. E-Paper Pen Module

## 電磁筆式技術的主要用途
茲以太瀚科技的四大主要產品線：「電磁筆式輸入數位板（數位繪圖板）」、「電磁筆式電子白板」、「電磁筆式手寫液晶顯示器」、及「電磁筆式輸入模組」等四類為例，來分別說明這四類電磁筆式技術產品的對於消費者有何用途及可能的應用範圍：
- 電磁筆式輸入數位板：屬於電腦週邊產業。是一種可輸入筆跡的觸控輸入裝置，不論是在3C、教育、數位家庭、OA、電子金融、電子醫療、中Graffiti等市場均能銷售與推廣，由於其具有每英吋可達4000 點的超高精密解析度，並且具有三度空間傾斜角θ偵測的能力，是最符合專業美工人士的e化輸入工具。
- 電磁筆式電子白板：其主要的用途及應用範圍都在於e化的教育市場，故屬於數位學習教育產業。電子白板導入傳統教室，可促進師生互動和討論，引發學習動機，增加學習的有效性。
- 電磁筆式手寫液晶顯示器：其主要的用途及應用範圍也都是在於e化教育市場，即屬於數位學習教育產業。手寫液晶顯示器導入傳統教室，可促進學習者在新的學習模式與資訊設備下，有效率地表達學習資訊及學習成果，並在與電子白板搭配下，形成更佳整體學習環境，以加深學生的學習效益。
- 電磁筆式輸入模組：零組件型態的「電磁筆式輸入模組」主要的用途及應用環境則是內建於筆式觸控的電子書及平板電腦等產品之中，故屬於可攜式消費電子產業。可取代傳統的電阻或電容式觸控面板，使平板電腦增添Z軸壓力階度、感應距離及流暢的筆跡輸入等功能，並使用者在平板電腦上的體驗，更趨近於真實的紙筆情境。

## 外部連結
- （页面存档备份，存于） （英文）
- （页面存档备份，存于）（繁體中文）